# Жужа Раб
Жужа Раб (на унгарски: Zsuzsa Rab) е унгарска поетеса, писателка и преводачка.

## Биография и творчество
Жужа Раб е родена на 3 юли 1926 г. в Папа, Унгария, в семейството на Ищван Раб, директор на гимназия, и Ирен Дженек. Завършва Реформирания институт за образование на жените в Папа. През 1949 г. завършва унгарско-руския отдел на Будапещенския университет „Лоранд Етвьош“, след което работи на свободна практика. В периода 1971 – 1984 г. е научен сътрудник към унгарския литературен обществен седмичник „Живот и литература“.
Първите ѝ стихотворения са публикувани в местните издания в Папа. Първата ѝ книга, стихосбирката „Към светлината ...“ (Fény felé...), е издадена през 1943 г., още докато учи в гимназията. Втората ѝ стихосбирка „Златна неделя“ (Aranyvasárnap) излиза през 1968 г. Двукратен носител е на наградата „Атила Йожеф“ (1963, 1973), на руски награди и др.
От ранна възраст прави преводи на стихове и проза, предимно от руски език. Става известна през 1955 г. чрез превод на стихотворенията на Есенин, който дотогава е почти напълно непознат в Унгария. Тя е изключително плодовит тълкувател на руската литература и народна поезия, оставяйки след себе си двеста тома художествен превод – превежда Александър Пушкин, Лев Толстой, Афанасий Фет, Александър Куприн, Иван Бунин, Антон Чехов, Максим Горки, Сергей Есенин, Анна Ахматова, Марина Цветаева, Николай Заболоцки, Осип Манделщам и други руски поети, както и произведения на башкирската, грузинска, естонска литература. Въз основа на руски преводи превежда приказките на Ханс Кристиан Андерсен на унгарски. Прави превод на естонския национален епос „Калевипоег“.
В периода 1956 – 1964 г. е омъжена за поета Ищван Кормош (1923 – 1977), с когото се развежда. Вторият ѝ съпруг е поетът Имре Чанади (1920 – 1991), а през 1979 г. се омъжва за етнографа Тибор Раси (1924 – 1993).
Член е на Управителния съвет на Сдружението на писателите; член е на руското председателство на Унгарско-съветското дружество за приятелство; член е на Унгарско-арменското дружество; на литературния кръг „Йокай“ в Папа; член е на Литературно-историческото дружество на окръг Веспрем и на дружество за отечествени изследвания в Папа.
Малко след смъртта на съпруга си през 1993 г. тя се разболява, първо получава инсулт, претърпява операция, а след това има ограничена подвижност и трябва да спре да пише. Жужа Раб умира на 5 март 1998 г. в Будапеща.

## Произведения

### Поезия
- Fény felé... (1943)[4]
- Aranyvasárnap (1968)
- Népek költészete (1973)
- Ráolvasó (1973)
- Ivótülök. 100 grúz vers (1974)
- A végtelenség szomja. Hatvan év költészetéből (1978)
- Kő és madár (1980)
- Őrtornyaink (1996)
- Fény felé... Válogatott versek (1999)

### Проза
- Álombeli lakomák (1981) – есета и очерци

### Награди, отличия
- Награда „Горки“ (1972)[3]
- Награда Pro Urbe (1981)
- Златна степен на ордена за заслуги на Унгарската народна република (1982)
- Награда „Лайош Априли“ (1983)
- Медал за заслуги за приятелство на народите (1985)
- Награда от издателство „Европа“ (1985, 1987)
- Орден Звезда на Унгарската народна република (1986)
- Награда за книга на годината (1986)
- Офицерски кръст на Ордена за заслуги към Република Унгария (1996)
- Орден за приятелство (от Русия) (1996)